# Кадичото-Маринела (Мачерата)
Кадичото-Маринела насеље је у Италији у округу Мачерата, региону Марке.
Према процени из 2011. у насељу је живело 22 становника. Насеље се налази на надморској висини од 547 м.